# Saint-Benoît-la-Forêt
Saint-Benoît-la-Forêt – miejscowość i gmina we Francji, w Regionie Centralnym, w departamencie Indre i Loara.
Według danych na rok 1990 gminę zamieszkiwało 946 osób, a gęstość zaludnienia wynosiła 27 osób/km² (wśród 1842 gmin Regionu Centralnego Saint-Benoît-la-Forêt plasuje się na 419. miejscu pod względem liczby ludności, natomiast pod względem powierzchni na miejscu 242.).